# Hassan Taftian
Hassan Taftian (pers. حسن تفتیان; ur. 4 maja 1993 w Torbat-e Heydarieh) – irański lekkoatleta specjalizujący się w biegach sprinterskich.
W 2009 reprezentował Iran na igrzyskach azjatyckich młodzieży, na których zajął 6. miejsce w biegu na 100 metrów. Ma na swoim koncie trzy medale mistrzostw Azji juniorów – srebro z 2010 oraz złoto i brąz z 2012. W 2012 dotarł do półfinału biegu na 100 metrów podczas mistrzostw świata juniorów w Barcelonie. Ósmy zawodnik biegu na 100 metrów podczas mistrzostw Azji w Pune (2013). W 2016 zdobył złoty medal na dystansie 60 metrów podczas halowych mistrzostw Azji, natomiast rok później wywalczył pierwszy w karierze medal mistrzostw kontynentu na otwartym stadionie.

## Osiągnięcia
| Rok  | Impreza                             | Miejsce        | Konkurencja        | Lokata     | Wynik  |
| ---- | ----------------------------------- | -------------- | ------------------ | ---------- | ------ |
| 2009 | Igrzyska azjatyckie młodzieży       | Singapur       | bieg na 100 metrów | 6. miejsce | 11,27  |
| 2010 | Mistrzostwa Azji juniorów           | Hanoi          | bieg na 100 metrów | 2. miejsce | 10,81  |
| 2010 | Mistrzostwa świata juniorów         | Moncton        | bieg na 100 metrów | eliminacje | 10,89  |
| 2012 | Mistrzostwa Azji juniorów           | Kolombo        | bieg na 100 metrów | 1. miejsce | 10,49  |
| 2012 | Mistrzostwa Azji juniorów           | Kolombo        | bieg na 200 metrów | 3. miejsce | 21,60  |
| 2012 | Mistrzostwa świata juniorów         | Barcelona      | bieg na 100 metrów | półfinał   | 10,46  |
| 2013 | Mistrzostwa Azji                    | Pune           | bieg na 100 metrów | 8. miejsce | 10,54  |
| 2013 | Mistrzostwa świata                  | Moskwa         | bieg na 100 metrów | eliminacje | 10,57  |
| 2014 | Halowe mistrzostwa świata           | Sopot          | bieg na 60 metrów  | półfinał   | 6,67   |
| 2014 | Igrzyska azjatyckie                 | Inczon         | bieg na 100 metrów | półfinał   | 10,34  |
| 2014 | Igrzyska azjatyckie                 | Inczon         | bieg na 200 metrów | 8. miejsce | 21,24  |
| 2015 | Mistrzostwa świata                  | Pekin          | bieg na 100 metrów | półfinał   | 10,20  |
| 2015 | Światowe wojskowe igrzyska sportowe | Mungyeong      | bieg na 100 metrów | 4. miejsce | 10,27  |
| 2016 | Halowe mistrzostwa Azji             | Doha           | bieg na 60 metrów  | 1. miejsce | 6,56   |
| 2016 | Igrzyska olimpijskie                | Rio de Janeiro | bieg na 100 metrów | półfinał   | 10,23  |
| 2017 | Igrzyska solidarności islamskiej    | Baku           | bieg na 100 metrów | 8. miejsce | 11,99  |
| 2017 | Mistrzostwa Azji                    | Bhubaneswar    | bieg na 100 metrów | 1. miejsce | 10,25  |
| 2017 | Mistrzostwa Azji                    | Bhubaneswar    | bieg na 200 metrów | półfinał   | 21,18  |
| 2017 | Mistrzostwa świata                  | Londyn         | bieg na 100 metrów | eliminacje | 10,34  |
| 2017 | Halowe igrzyska azjatyckie          | Aszchabad      | bieg na 60 metrów  | 1. miejsce | 6,55   |
| 2018 | Halowe mistrzostwa Azji             | Teheran        | bieg na 60 metrów  | 1. miejsce | 6,51   |
| 2018 | Halowe mistrzostwa świata           | Birmingham     | bieg na 60 metrów  | 5. miejsce | 6,53   |
| 2018 | Igrzyska azjatyckie                 | Dżakarta       | bieg na 100 metrów | 6. miejsce | 10,19  |
| 2018 | Igrzyska azjatyckie                 | Dżakarta       | bieg na 200 metrów | półfinał   | 21,47  |
| 2019 | Mistrzostwa Azji                    | Doha           | bieg na 100 metrów | –          | DNS    |
| 2019 | Mistrzostwa świata                  | Doha           | bieg na 100 metrów | eliminacje | 10,24  |
| 2019 | Światowe wojskowe igrzyska sportowe | Wuhan          | bieg na 100 metrów | 1. miejsce | 10,24  |
| 2021 | Igrzyska olimpijskie                | Tokio          | bieg na 100 metrów | eliminacje | 10,19  |
| 2022 | Halowe mistrzostwa świata           | Belgrad        | bieg na 60 m       | eliminacje | 6,75   |
| 2023 | Mistrzostwa Azji                    | Bangkok        | bieg na 100 metrów | 3. miejsce | 10,23  |
| 2023 | Mistrzostwa świata                  | Budapeszt      | bieg na 100 metrów | eliminacje | 10,17  |
| 2023 | Igrzyska azjatyckie                 | Hangzhou       | bieg na 100 metrów | 4. miejsce | 10,14w |
| 2024 | Halowe mistrzostwa Azji             | Teheran        | bieg na 60 metrów  | 6. miejsce | 6,69   |
| 2024 | Igrzyska olimpijskie                | Paryż          | bieg na 100 metrów | eliminacje | 10,18  |

## Rekordy życiowe
- Bieg na 60 metrów (hala) – 6,51 (2018) rekord Iranu
- Bieg na 100 metrów – 10,03 (2018, 2019) rekord Iranu[2]
- Bieg na 200 metrów – 20,74 (2018) / 20,70w (2017)